# Amomum maximum
Amomum maximum är en enhjärtbladig växtart som beskrevs av William Roxburgh. Amomum maximum ingår i släktet Amomum och familjen Zingiberaceae. IUCN kategoriserar arten globalt som otillräckligt studerad. Inga underarter finns listade i Catalogue of Life.